# 岐山郡
岐山郡（きざん-ぐん）は中華人民共和国陝西省にかつて設置された県。現在の宝鶏市岐山県一帯に相当する。
『隋書』地理志によれば北魏により岐州下部に設置された秦平郡を前身とし、西魏の時代に岐山郡と改称された。582年（開皇3年）に廃止されている。

## 管轄県
- 雍県
- 三竜県
- 周城県